# Georg Sjøht
Georg Sjøht (21. juni 1901 - ukendt dødsdato) var en dansk roer fra København. Han var medlem af Københavns Roklub i Sydhavnen.
Sjøht deltog i otter ved OL 1928 i Amsterdam, første gang Danmark stillede op i roning ved OL. Bådens øvrige besætning bestod af Svend Aage Grønvold, Ernst Friborg Jensen, Knud Olsen, Carl Schmidt, Bernhardt Møller Sørensen, Sigfred Sørensen, Willy Sørensen og styrmand Harry Gregersen. Danskerne blev i 1. runde besejret med 5,8 sekunder af de senere bronzevindere fra Canada, inden de roede et opsamlingsheat uden andre deltagere. I 2. runde tabte danskerne med hele 13,4 sekunder til de senere guldvindere fra USA og var dermed ude af konkurrencen.